# 2002年亞洲運動會烏茲別克代表團
2002年亞洲運動會於2002年9月29日至10月14日在韓國釜山舉行，烏茲別克代表團共獲得51面獎牌（包括15面金牌），在獎牌榜中名列第五名。